# Parapholis filiformis
Parapholis filiformis es una especie de planta herbácea, perteneciente a la familia de las poáceas.

## Descripción
Son plantas casmógamas. Tiene tallos que alcanza un tamaño de hasta 27 cm de altura, generalmente decumbentes y con ramas ascendentes, delgados. Hojas con lígula de 0,5-0,7 mm, entera, glabra; limbo de hasta 7 cm x 1 mm, plano o conduplicado. Espiga de hasta 13 cm, delgada, recta o flexuosa, con hasta 30 espiguillas. Glumas de 3,5-6 mm, más largas que las flores, lanceoladas, coriáceas, con quilla lateral alada y margen escarioso ancho. Lema de 3,2-5,5 mm, casi igualando a la pálea, con nervios laterales cortos. Anteras de 2-3,5 mm. 2n = 14. Florece y fructifica de mayo a junio.

## Distribución y hábitat
Se encuentra en  saladares. Frecuente en el Litoral, Campiña Alta sevillana, Algeciras. Distribución general.  Sur de Europa, Norte de África, SW de Asia, Macaronesia (Madeira).

## Taxonomía
Parapholis filiformis fue descrita por (Roth) C.E.Hubb.  y publicado en Blumea 3: 14. 1946.
Etimología
Parapholis: nombre genérico que deriva del griego para = (cercano) y Pholiurus (un género relacionado de hierbas); alternativamente, del griego para = (cercano) y pholis = (escama), en alusión a las glumas colaterales.
filiformis: epíteto latino que significa "como un hilo".
Citología
Número de cromosomas de Parapholis filiformis (Fam. Gramineae) y táxones infraespecíficos: 2n=14
Sinonimia
- Lepiurus filiformis (Roth) Dumort.
- Lepturus compressus (J.Presl) Steud.
- Lepturus filiformis (Roth) Trin.
- Lepturus filiformis var. subcurvatus Lange
- Ophiuros compressus C.Presl
- Ophiuros erectus (Savi) Gray
- Ophiuros filiformis (Roth) Roem. & Schult.
- Ophiuros gracilis J.Gay
- Pholiurus filiformis (Roth) Schinz & Thell.
- Pholiurus incurvus subsp. filiformis (Roth) A.Camus
- Pholiurus incurvus var. filiformis (Roth) Täckh.
- Pholiurus incurvus var. gracilis (Gay ex Schult.) A. Camus
- Pholiurus incurvus var. subcurvatus (Lange) A. Camus
- Rottboellia arabica Willd. ex Steud.
- Rottboellia compressa Guss. ex Steud.
- Rottboellia erecta Savi
- Rottboellia filiformis Roth
- Rottboellia gracilis Mill. ex Steud.
- Rottboellia subulata Salzm. ex Ball
- Stenotaphrum compressum Druce[6][7]